# Life (紀錄片)
《Life》為英國廣播公司製作的自然紀錄片，由大衛·愛登堡旁白，2009年10月12日起於英國廣播公司第一台及高清台首播，共10集。節目製作歷時4年，由BBC自然歷史部與探索頻道、Skai TV及英國公開大學聯合製作，並以高清攝製。
本片每集皆附上10分鐘的《Life製作特輯》（Life on Location），講述攝製隊在拍攝過程遇到的種種困難及有趣見聞。

## 每集內容
1. 生命的挑戰（Challenges of Life）
2. 爬蟲類與兩棲類（Reptiles and Amphibians）
3. 哺乳動物（Mammals）
4. 魚類（Fish）
5. 鳥類（Birds）
6. 昆蟲（Insects）
7. 獵人與獵物（Hunters and Hunted）
8. 海底生物（Creatures of the Deep）
9. 植物（Plants）
10. 靈長類（Primates）

## 海外播放
節目由英國廣播公司商業分支售予海外電視台播放，並在全球取得成功，於2010年中為英國廣播公司帶來創紀錄的利潤。
美國
2010年3月21日起於探索頻道首播，各集《Life製作特輯》合併為第11集，美國版旁白為奧花·雲費。
香港
2010年8月3日起逢星期二晚9時半於無綫電視明珠台首播，粵語旁白為黃宗澤、陳鍵鋒、馬浚偉、馬國明及黎耀祥。而《Life製作特輯》逢星期二晚11時半播放。
高清翡翠台則於2011年9月25日起逢星期日晚7時播放。

## 細看Life
《細看Life》為《Life》兒童版節目，紀錄一批年輕志願者與《Life》攝製隊觀察並拍攝野生動植物的歷程。節目於2009年10月13日起在旗下兒童頻道CBBC播放。而香港無綫電視明珠台亦於2010年8月8日起逢星期日晚8時播放。

## 外部連結
- 英國廣播公司《Life》節目官方網站 （页面存档备份，存于）
- 互联网电影数据库（IMDb）上《Life》的资料（英文）